# Синтезатор частот
Синтезатор частот — устройство для генерации периодических сигналов (гармонических колебаний, или электрических тактовых сигналов) с определёнными частотами с помощью линейных повторений (умножением, суммированием, разностью) на основе одного или нескольких опорных генераторов. Синтезаторы частот служат источниками стабильных (по частоте) колебаний в радиоприёмниках, радиопередатчиках, частотомерах, испытательных генераторах сигналов и других устройствах, в которых требуется настройка на разные частоты в широком диапазоне и высокая стабильность выбранной частоты. Стабильность обычно достигается применением фазовой автоподстройки частоты или прямого цифрового синтеза (DDS) с использованием опорного генератора с кварцевой стабилизацией. Синтез частот обеспечивает намного более высокую точность и стабильность, чем традиционные электронные генераторы с перестройкой изменением индуктивности или ёмкости, очень широкий диапазон перестройки без каких-либо коммутаций и практически мгновенное переключение на любую заданную частоту.

## Аналоговые синтезаторы
Основной функцией абсолютно любого синтезатора является преобразование опорного сигнала (reference) в требуемое количество выходных сигналов. Аналоговые синтезаторы (Direct Analog Synthesizers) реализуются путём смешения отдельных базовых частот с их последующей фильтрацией.  Базовые частоты могут быть получены на основе низкочастотных (кварцевые и ПАВ-резонаторы) или высокочастотных (диэлектрический, сапфировый, волноводный, керамический резонаторы) генераторов посредством умножения, деления или фазовой автоподстройки частоты.
Главным преимуществом аналоговых синтезаторов является чрезвычайно высокая скорость переключения, лежащая в микро или даже наносекундном диапазоне. Ещё одно преимущество: использование компонентов (например, смесителей) с исключительно малым уровнем собственных шумов по сравнению с источниками базовых частот. Т.е., шумы аналогового синтезатора определяются в основном шумами используемых базовых источников и могут быть весьма низкими.
Основной недостаток указанной топологии – ограниченные диапазон и разрешение по частоте. Количество генерируемых сигналов можно увеличить, введя большее число базовых частот и/или смесительных каскадов. Однако такой подход требует большего числа компонентов и, следовательно, усложняет систему.  Эффективным решением является использование цифрового синтезатора (Direct Digital Synthesizer – DDS) для увеличения минимального частотного шага, требуемого от аналоговой части.Еще одна серьезная проблема – множество нежелательных спектральных составляющих, которые генерируют смесительные каскады. Они должны быть тщательно отфильтрованы. Необходимо также обеспечить изоляцию переключаемых фильтров. Существует немало различных схем организации смесителей и фильтров, все они, как правило, требуют большого числа компонентов для обеспечения малого частотного шага и широкого диапазона частот. Таким образом, хотя аналоговые синтезаторы и предлагают исключительно высокую скорость перестройки и малые шумы, их использование ограничено из-за довольно высоких стоимостных характеристик.

## Цифровые синтезаторы
В отличие от традиционных (аналоговых) решений, цифровые синтезаторы используют цифровую обработку для получения требуемой формы выходного сигнала из базового (тактового) сигнала. Сначала с помощью фазового аккумулятора создаётся цифровое представление сигнала, а затем генерируется и сам выходной сигнал (синусоидальной или любой другой желаемой формы) посредством цифро-аналогового преобразователя (ЦАП). Скорость генерации цифрового сигнала ограничена цифровым интерфейсом, но весьма высока и сопоставима с аналоговыми схемами. Цифровые синтезаторы также обеспечивают довольно малый уровень фазовых шумов. Однако основным достоинством цифрового синтезатора является исключительно высокое разрешение по частоте (ниже 1 Гц), определяемое длиной фазового аккумулятора. Главные недостатки – ограниченный частотный диапазон и большие искажения сигнала. В то время как нижняя граница рабочего диапазона частот цифрового синтезатора находится близко к нулю герц, его верхняя граница, в соответствии с теоремой Котельникова, не может превышать половины тактовой частоты. Кроме того, реконструкция выходного сигнала невозможна без фильтра нижних частот, ограничивающего диапазон выходного сигнала приблизительно до 40% тактовой частоты.
Другая серьезная проблема – высокое содержание нежелательных спектральных составляющих из-за ошибок преобразования в ЦАП. С этой точки зрения цифровой синтезатор ведёт себя как частотный смеситель, генерирующий побочные составляющие на комбинационных частотах. В то время как частотное местоположение этих составляющих можно легко вычислить, их амплитуда гораздо менее предсказуема. Как правило, искажения более низкого порядка имеют наиболее высокую амплитуду. Тем не менее, искажения высокого
порядка также приходится учитывать при разработке архитектуры конкретного синтезатора. Амплитуда паразитных спектральных составляющих увеличивается и с увеличением тактовой частоты, что также ограничивает диапазон генерируемых частот. Практические значения верхней границы диапазона находятся в районе от нескольких десятков до нескольких сотен мегагерц при уровне дискретных спектральных продуктов
-50…-60 дБн. Очевидно, прямое умножение выходного сигнала частотного синтезатора невозможно из-за дальнейшей деградации спектрального состава.
Существует много аппаратных и программных решений, призванных улучшить спектральный состав цифрового синтезатора. Аппаратные методы обычно основаны на переносе сигнала цифрового синтезатора вверх по частоте и его последующем делении.
Этот метод уменьшает содержание нежелательных спектральных продуктов на 20 дБ/октаву. К сожалению, при этом также уменьшается диапазон генерируемых частот. Для расширения диапазона частот на выходе синтезатора приходится увеличивать число базовых частот и фильтров – подобно тому, как это делается в аналоговых схемах.
Программные методы основываются на том, что частоты побочных искажений синтезатора являются функцией частоты дискретизации ЦАП. Таким образом, для каждой конкретной выходной частоты синтезатора побочные искажения могут быть сдвинуты по частоте (а в дальнейшем и отфильтрованы) путём изменения частоты дискретизации ЦАП. Этот метод особенно эффективен, если тактовые импульсы для ЦАП генерировать с использованием систем на основе ФАПЧ. Следует отметить, что программный метод работает достаточно эффективно для подавления искажений относительно малого порядка. К сожалению, плотность дискретных спектральных продуктов обычно увеличивается пропорционально их порядку. Поэтому программным методом удается отфильтровать искажения только до уровня -70…-80 дБн.
Таким образом, из-за ограниченного диапазона частот и высокого содержания нежелательных спектральных продуктов цифровые синтезаторы редко используются для непосредственного генерирования СВЧ сигнала. В то же время их широко применяют в более сложных аналоговых и ФАПЧ системах, чтобы обеспечить высокое разрешение по частоте.

## Синтезаторы с ФАПЧ
Типичный однопетлевой синтезатор с ФАПЧ включает в себя перестраиваемый генератор, управляемый напряжением (ГУН), сигнал которого после требуемого (программируемого) деления по частоте доставляется ко входу фазового детектора (PD) Другой вход фазового детектора подключен к источнику опорного сигнала (reference), частота которого равна требуемому частотному шагу. Фазовый детектор сравнивает сигналы на обоих входах и генерирует сигнал ошибки, который после фильтрации и усиления (при необходимости) подстраивает частоту ГУН к
где
FREF – частота опорного сигнала на входе фазового детектора.
Главными преимуществами схем на основе ФАПЧ являются более чистый спектр выходного сигнала, обусловленный эффективным использованием фильтра нижних частот (ФНЧ), и значительно меньшая сложность устройства по сравнению с аналоговыми синтезаторами. Основной недостаток – большее время перестройки и значительно более высокий уровень фазового шума по сравнению с аналоговыми схемами. Фазовый шум синтезатора в пределах полосы пропускания фильтра ФАПЧ равен
где λPD – пересчитанный ко входу фазового детектора суммарный уровень фазовых шумов опорного сигнала, фазового детектора, фильтра и усилителя цепи обратной связи. Таким образом, фазовый шум зависит от коэффициента деления частотного делителя, который, чтобы обеспечить требуемое разрешение по частоте, может быть довольно большим. Так, для получения сигнала на частоте 10 ГГц с разрешением 1 МГц коэффициент деления должен быть равен 10000, что соответствует увеличению фазового шума на 80 дБ. Кроме того, программируемые делители используются на относительно низких частотах, что требует введения дополнительного высокочастотного делителя с фиксированным коэффициентом деления (prescaler – PS). В результате увеличивается суммарный коэффициент деления петли обратной связи и, как следствие, возрастает фазовый шум. Очевидно, такая простая схема не позволяет использовать шумовые возможности современных малошумящих генераторов опорного сигнала. В итоге однопетлевые схемы с ФАПЧ применяются редко, а именно, в системах с низкими требованиями к качеству генерируемого сигнала.
Основные характеристики синтезатора можно значительно улучшить, включив частотный преобразователь (смеситель) в цепь обратной связи.
При этом сигнал ГУН переносится вниз по частоте, что позволяет значительно уменьшить коэффициент деления цепи обратной связи. Опорный сигнал смесителя генерируется с помощью дополнительной петли ФАПЧ (многопетлевые схемы) или умножителя частоты. Удачным решением является применение смесителя гармоник, который использует многочисленные гармоники опорного сигнала, генерируемые встроенным в смеситель диодом. Смеситель гармоник позволяет значительно упростить конструкцию синтезатора. При этом следует отметить исключительно высокую чувствительность данного типа смесителя к параметрам отдельных элементов схемы, оптимизация которых – далеко не тривиальная задача.
В зависимости от конкретных требований к фазовым шумам и разрешению по частоте возможно введение большего числа смесительных каскадов, что, однако, усложняет конструкцию синтезатора. Другой проблемой, связанной с применением схем, основанных на частотном преобразовании, является ложный захват частоты (например, при использовании зеркального канала смесителя). Поэтому необходимо предварительно достаточно точно настроить частоту ГУН, например с помощью ЦАП. Это, в свою очередь, требует исключительно высокой линейности (и повторяемости) зависимости выходной частоты ГУН от управляющего напряжения в рабочем температурном диапазоне, а также точной калибровки ГУН для компенсации температурного дрейфа данной зависимости. Кроме того, цифро-аналоговые преобразователи обычно отличаются повышенным уровнем шумов, что влияет на шумовые характеристики синтезатора и требует выведения ЦАП из петли ФАПЧ после предварительной настройки на требуемую частоту.
Снизить суммарный коэффициент деления можно и путём использования дробных коэффициентов деления – делением частоты на N+1 каждые М периодов сигнала и делением на N в течение остального промежутка времени. В этом случае усредненный коэффициент деления равен
где N и М – целые числа. Для заданного размера частотного шага схемы с дробным коэффициентом деления позволяют использовать более высокую частоту сравнения на входе фазового детектора, что приводит к уменьшению фазового шума и увеличению скорости перестройки синтезатора. Основной недостаток техники дробного деления – повышенное содержание негармонических спектральных составляющих из-за фазовых ошибок, присущих механизму дробного деления.

## Основные элементы цифрового синтезатора частот
Поясним, что под термином «цифровой синтезатор частот», применительно к системам импульсно-фазовой автоподстройки частоты (ИФАП) (или [Impulse] Phase Locked Loop — PLL), мы понимаем цифровые, использующие в основном цифровую схемотехнику, элементы кольца ИФАП:
- тракт формирования частоты опорного сигнала;
- тракт приведения частоты перестраиваемого генератора (ГУН) или Voltage Controlled Oscillator (VCO);
- частотно-фазовый детектор (ЧФД) или Phase Frequency Detector with Charge Pump.

Тракт формирования частоты опорного сигнала представляет собой делитель с фиксированным целочисленным коэффициентом деления (ДФКД) или Reference Divider, а его коэффициент деления {\displaystyle R} может устанавливаться внешним управляющим словом, например, от 1 до 16384.
Тракт приведения частоты перестраиваемого генератора — это делитель с переменным коэффициентом деления в {\displaystyle N} раз (ДПКД) или Divider with a float factor of division, integer-N Divider, его коэффициент деления также устанавливается внешним кодом и может изменяться с единичным шагом. 

В низкочастотных синтезаторах (например, в ADF4001) тракт деления частоты ГУН в N раз выполнен на обычных счетчиковых делителях частоты ДПКД, поскольку используемая технология КМОП (CMOS) позволяет реализовывать триггеры счетчика со временем переключения до 4–6 нс. 

Поэтому и тракт деления частоты опорного генератора ДФКД обеспечивает надёжную работу синтезатора до значений {\displaystyle F_{REF}\leq 250} МГц (например, в ADF4106). Следует отметить, что все синтезаторы серии ADF4000 обеспечивают минимальный коэффициент деления опорной частоты {\displaystyle R=1}.

Введение «прескалера», или двухмодульного предварительного делителя частоты, позволило поднять рабочую частоту ДПКД до современных значений (например, до 4 ГГц у синтезатора ADF4113 и до 6 ГГц у синтезатора ADF4106). Минимальный модуль прескалера {\displaystyle P_{MIN}=8} позволяет обеспечить NMIN = 56. 

Выходную частоту синтезатора можно определить по формуле:
где: 

{\displaystyle f_{VCO}} — выходная частота синтезатора;

{\displaystyle P} — модуль прескалера;

{\displaystyle B} — коэффициент деления счётчика В;

{\displaystyle A} — коэффициент деления счётчика A (0 ≤ A < В);

{\displaystyle F_{REF}} — частота опорного колебания; 

{\displaystyle R} — коэффициент деления опорного делителя.

Любой прескалер состоит из поглощающего счетчика Swallowing Counter и схемы поглощения импульса {\displaystyle P/P+1}. Суммарная задержка переключения этих узлов не должна быть кратной периоду входного колебания, то есть активные перепады входных и управляющих импульсов не должны совпадать. В противном случае возникает эффект «состязаний» и устройство начинает работать со сбоями. На практике стараются, чтобы величина суммарной задержки в прескалере не превышала минимального периода входного колебания. Иными словами, задержка в прескалере определяет максимальную рабочую частоту микросхемы. 

Интересной особенностью работы прескалера в синтезаторах ADF4110(1/2/3) является так называемый режим ресинхронизации, или восстановления синхронизации входной радиочастоты на выходе прескалера — resynchronizing the prescaler output.
В режиме синхронизации работы прескалера моменты его переключения из режима «деление на {\displaystyle P}» в режим «деление на {\displaystyle P+1}» стробируются частотой входного сигнала RF. Стробирование уменьшает фазовый шум {\displaystyle N}-делителя (джиттер), но предъявляет более жёсткие требования к величине и стабильности внутренних задержек микросхемы. Поэтому максимальная входная частота на входе RF, при которой синтезатор надёжно работает, может уменьшиться.